# 熱羅姆·凱維埃爾
熱羅姆·凱維埃爾（法語：Jérôme Kerviel，1977年1月11日—，生於法國蓬拉貝），前法國興業銀行金融與投資部門交易員，涉嫌在2007年至2008年初未經許可下多次交易歐洲股票指數期貨，令該行損失49億歐元，是歷來最嚴重的銀行詐欺案。他是該行中級職員，任職未滿八年。是次事件他被媒體稱為「魔鬼交易員」。
不過詐欺事件曝光後翌日，路透社稱：「巴黎檢察署明確表示，凱維埃爾的控罪不一定自動成立。該名交易員是受薪進行買賣，即使他造成極大損失，但這單一原因不足以令他有罪。」
凱維埃爾所持倉的清倉所致整體損失，如果責任全歸到凱維埃爾本人，這將是迄今為止金融機構交易員判斷錯誤導致的最大損失。
他在2010年敗訴，面臨五年監禁及罰款$450,000。
2014年3月，法國高等法院維持凱維埃爾的監禁，但裁定他不必償還49億歐元。
2016年6月7日，凡爾賽上訴法院譴責法國興業銀行（簡稱法興）非法攻擊凱維埃爾，銀行因違法解僱而判賠45.5萬歐元予凱維埃爾，凱維埃爾因此案件賠償調降到100萬歐元。法國興業銀行表示將繼續上訴。

## 簡歷
熱羅姆·凱維埃爾來自法國布列塔尼的蓬拉貝。母親經營理髮店，父親是鐵匠，在製鍋訓練中心當導師，2006年去世。
他1995年通過法國中學畢業會考經濟及社會類考試
，在南特大學取得學位，再在法國里昂第二大學（Université Lumière Lyon 2）修讀交替制「後台及中台市場運作管理」高等專修文憑，四個月在大學上課，八個月在企業實習（有六個月在BNP Arbitrage）。2000年9月，取得市場金融學碩士，評等「尚佳」。這類學歷通常不是預備作交易員，而是負責監控交易員操作。
2000年8月獲法國興業銀行聘請在銀行投資及融資部門工作。他最初在中台工作，在2005年調到前台。這時他負責股票市場指數期貨的套利。
他居於巴黎塞納河畔納伊，未婚，事前不久與女朋友分手。他有一個兄弟，也居於巴黎。.
在英國《每日電訊報》刊登的凱維埃爾履歷，提到凱維埃爾熱衷於航海和柔道，學習柔道八年後任教練。

## 詐欺事件揭發
2008年1月24日，在公佈2007年業績之際，法興銀行主席丹尼爾·布東召開記者會，公佈法興於一宗詐欺事件成了受害者。主席布東稱，一名違規交易員，令銀行面對的市場風險，超越他的職權許可。他積累大量指數期貨長倉，為了掩飾他的市場交易活動，在銀行資訊系統輸入虛假的相反交易來抵消。

這名年輕的交易員在2007年的持倉相當樂觀。因他曾在中台工作數年，很熟識內部監督程序，順利掩飾所持倉的規模和風險。據銀行主管表示，他沒有從中獲得個人利益。法興銀行表示，他盜用公款被揭發後，在內部調查中承認了曾進行和掩飾肇事行為。
2008年1月18日他的祕密持倉被揭發時，從涉及金額來看，帳面潛在損失不大，但其持倉令銀行面對巨大風險。法興銀行主席丹尼爾·布東於是稱：「假如星期一爆發戰爭，或是各市場下挫30%的話，以這樣大的風險，法興有出現最壞情況的危機。」銀行於是寧願在下一周的星期一至三儘快祕密地平倉，但在周初不幸遭遇市場暴瀉，再加上1月21日美国市场因为马丁路德日休市，令其无法大规模出货，帶來紀錄性的接近50億歐元淨資金虧損。（事前該行2007年盈利估計為70億歐元。）巴黎檢官讓-克洛德·馬蘭稱，市場下挫非因法興銀行的龐大清倉促成。法興銀行遵照金融管理機構的交易量上限建議來處理清倉。
從損失推算，投資金額應在五百億歐元等級，集中在Eurostoxx 50、DAX、FTSE 100指數期貨。
銀行在1月20日星期日，暫停凱維埃爾職務，並考慮解僱他。
同時銀行也向楠泰爾法院檢察署提出起訴凱維埃爾偽造銀行帳目、使用虛造文書、侵入電腦系統。而小股東和股東聯會也起訴銀行發放其在證券市場活動的不實或詐騙消息。

## 交易員被媒體報道
詐欺事件公佈時，法興銀行在記者會中沒有透露交易員姓名。等到下午過後，交易員姓名才傳出，一名銀行主管很快確實了。集團人事部描述他是「脆弱的人」，「沒有特殊天份」，經歷「家庭困難」。法興銀行主席丹尼爾·布東在2008年1月24日接受France Info電臺訪問時，稱事件應由那名交易員負責，又對他難以名狀：「這騙子、這詐欺者、這恐怖份子，我不知怎麼說。」
法蘭西銀行主席克里斯蒂安·努瓦耶在1月24日向這名交易員施壓，說：「相信我，他潛逃了，未預備好再被其他銀行僱用。」又說他是「詐騙天才」。同日他以法蘭西銀行名義對事件召開調查。
1月25日，凱維埃爾雇用的律師向媒體反駁，對當事人的事實指責，當事人和他的律師都不爭辯，又簡單指出他沒有潛逃，事件曝光時正在自己家中，之前在為了可能解僱他而召見他會談時，他也出席了，他也會應司法機構要求接受查問。
銀行歸咎於事件的損失巨大得令人震驚，有人驚訝銀行長期暴露於高風險卻沒有發覺，有人猜測銀行有否將美國次貸危機中的部份損失算到這次事件中，有人懷疑事件是否有同謀。

## 公眾看法
受《費加羅報》委託在2008年1月31日進行的民意調查顯示，只有13%法國人認為凱維埃爾需為損失負上最大責任，50%認為銀行管理層需要負任，27%認為金融管理當局需要負責。調查另外得出，65%受訪者認同他的僱主法興銀行主席丹尼爾·布東需為事件負責。

## 影劇改編作品
2016年法國電影